# Verrua Savoia
Verrua Savoia is een gemeente in de Italiaanse provincie Turijn (regio Piëmont) en telt 1463 inwoners (31-12-2004). De oppervlakte bedraagt 31,9 km², de bevolkingsdichtheid is 46 inwoners per km².

## Demografie
Verrua Savoia telt ongeveer 684 huishoudens. Het aantal inwoners steeg in de periode 1991-2001 met 15,2% volgens cijfers uit de tienjaarlijkse volkstellingen van ISTAT.
| Jaar | Inwoneraantal |
| ---- | ------------- |
| 1991 | 1282          |
| 2001 | 1477          |

## Geografie
Verrua Savoia grenst aan de volgende gemeenten: Crescentino (VC), Brusasco, Moncestino (AL), Villamiroglio (AL), Brozolo, Robella (AT), Odalengo Grande (AL).